# Von Willebrands faktor
von Willebrands faktor är ett viktigt glykoprotein för blodets koagulering. Om detta protein saknas kommer blodet att få svårt att levra sig. Proteinet har flera viktiga funktioner, bland annat så är vWf en bärare för faktor VIII som behövs för blodkoaguleringen. Det har även en viktig roll i att binda blodplättar till kollagen i den skadade vävnaden. Proteinet är namngivet efter läkaren Erik Adolf von Willebrand som upptäckte von Willebrands sjukdom, en av de vanligaste blödarsjukdomarna.